# Stadion Startu Łódź
Stadion Startu Łódź – wielofunkcyjny stadion w Łodzi, w Polsce. Został otwarty 21 lipca 1960 roku. Może pomieścić 10 000 widzów. Swoje spotkania rozgrywają na nim piłkarze klubu Start Łódź.

## Historia
Budowa kompleksu obiektów sportowych dla powstałego w 1953 roku klubu Start Łódź rozpoczęła się 26 września 1954 roku. Kompleks powstał na osiedlu Julianów, w północnej części miasta, choć początkowo planowano budowę obiektów na osiedlu Chojny. Budowę w dużej mierze prowadzono w czynie społecznym. 5 lipca 1958 roku dokonano wmurowania aktu erekcyjnego. Uroczyste otwarcie kompleksu miało miejsce 21 lipca 1960 roku, dzień przed obchodami Święta Odrodzenia Polski. W skład kompleksu wchodził m.in. kryty, 25-metrowy basen, hala sportowa, korty tenisowe i boiska. Głównym elementem kompleksu był jednak stadion piłkarsko-lekkoatletyczny. Bieżnię stadionu ze wszystkich stron otaczały trybuny oparte na wałach ziemnych, mogące w chwili otwarcia pomieścić ponad 15 000 widzów (plany zakładały późniejszą rozbudowę do pojemności 50 000 widzów, jednak nie zostały one zrealizowane). W późniejszym okresie kompleks rozbudowywano o nowe obiekty, m.in. halę dla sztangistów, oddaną do użytku 29 października 1982 roku.
W 1962 roku występujący na stadionie piłkarze Startu Łódź awansowali do II ligi. Zespół rozegrał ogółem na drugim szczeblu rozgrywkowym 12 sezonów (po raz ostatni w sezonie 1985/1986).